# Samtgemeinde Lachendorf
In der Samtgemeinde Lachendorf im niedersächsischen Landkreis Celle haben sich fünf Gemeinden zur Erledigung ihrer Verwaltungsgeschäfte zusammengeschlossen.
Der Sitz der Verwaltung der Samtgemeinde liegt in der Gemeinde Lachendorf.

## Die Gemeinden
- Ahnsbeck
- Beedenbostel
- Eldingen mit den Ortsteilen Eldingen, Bargfeld, Grebshorn, Heese, Hohnhorst, Luttern, Metzingen und Wohlenrode
- Hohne mit den Ortsteilen Hohne, Helmerkamp und Spechtshorn
- Lachendorf mit den Ortsteilen Lachendorf, Bunkenburg, Gockenholz und Jarnsen

## Politik

### Samtgemeinderat
Der Samtgemeinderat besteht aus 30 Ratsfrauen und Ratsherren. Dies ist die gemäß § 46 NKomVG festgelegte Anzahl für eine Gemeinde mit einer Einwohnerzahl zwischen 12.001 und 15.000. Die Ratsmitglieder werden durch eine Kommunalwahl für jeweils fünf Jahre gewählt. Stimmberechtigt im Rat ist außerdem die hauptamtliche Bürgermeisterin.
Bei der Kommunalwahl 2021 ergab sich folgende Sitzverteilung:
| Samtgemeinderat 2021Insgesamt 30 Sitze - SPD: 6 - Grüne: 3 - UB: 5 - UL: 2 - FDP: 4 - CDU: 8 - AfD: 2 | Samtgemeinderatswahl 2021Wahlbeteiligung: 62,8 % 3020100 25,4 % (−4,1 %p)18,8 % (−4,1 %p)16,4 % (−2,3 %p)13,3 % (+0,3 %p)6,6 % (−0,3 %p)11,1 % (+4,9 %p)1,3 % (−1,5 %p)6,5 % (n. k. %p)0,6 % (n. k. %p) CDUSPDUBcFDPULeGrüneLinkeAfDUnabh.i20162021Anmerkungen:c Unabhängige Bürger in der Samtgemeinde Lachendorfe Freie Wählergemeinschaft Union Lachetali Einzelbewerber Jens Bokelmann |

Die vorherigen Kommunalwahlen ergaben die folgenden Sitzverteilungen und Ergebnisse:
| Kommunalwahl | CDU        | SPD         | UB 1       | FDP        | Grüne      | UL 2      | AfD       | Linke     | Gesamt   |
| ------------ | ---------- | ----------- | ---------- | ---------- | ---------- | --------- | --------- | --------- | -------- |
| 2021         | 8 (25,4 %) | 6 (18,8 %)  | 5 (16,4 %) | 4 (13,3 %) | 3 (11,1 %) | 2 (6,6 %) | 2 (6,5 %) | 0 (1,3 %) | 30 Sitze |
| 2016         | 9 (29,5 %) | 7 (22,9 %)  | 5 (18,7 %) | 4 (13,0 %) | 2 (6,2 %)  | 2 (7,0 %) | –         | 1 (2,8 %) | 30 Sitze |
| 2011         | 8 (28,5 %) | 10 (33,0 %) | 5 (16,4 %) | 4 (12,4 %) | 0          | 2 (7,5 %) | –         | 1 (2,1 %) | 30 Sitze |

### Samtgemeindebürgermeisterin
Bei der Wahl zum Samtgemeindebürgermeister bzw. -bürgermeisterin gewann 2021 Britta Suderburg (parteilos) mit 56,3 Prozent der Stimmen. Ihr Gegenkandidat war Jan-Peter Dralle (parteilos).

## Städtepartnerschaft
Eine rege gepflegte Partnerschaft der Samtgemeinde besteht mit der Stadt Bricquebec in der Normandie, Frankreich.